# Oktober 1994
Dit artikel geeft een chronologisch overzicht van alle belangrijke gebeurtenissen per dag in de maand 
oktober van het jaar 1994.

## Gebeurtenissen
- Fernando Henrique Cardoso wordt gekozen tot president van Brazilië (ambtsaanvaarding in januari).

### 1 oktober
- Palau wordt onafhankelijk.

### 9 oktober
- In België zijn er gemeente- en provincieraadsverkiezingen.

### 12 oktober
- Het Nederlands voetbalelftal speelt in het Ullevaal Stadion in Oslo met 1-1 gelijk tegen Noorwegen. Bryan Roy opent de score voor de ploeg van bondscoach Dick Advocaat in het EK-kwalificatieduel, waarna Kjetil Rekdal vlak na rust de eindstand op 1-1 bepaalt vanaf de strafschopstip. Ajax-verdediger Michael Reiziger maakt zijn debuut voor Oranje.

### 15 oktober
- Irak trekt, zoals de VN Veiligheidsraad eist, zijn troepen nabij de grens met Koeweit terug.

### 25 oktober
- Brazilië bezet nog immer de eerste plaats op de FIFA-wereldranglijst. Nederland handhaaft zich op de vijfde plaats.

### 26 oktober
- Jordanië en Israël tekenen een vredesverdrag.

### 28 oktober
- Het bestuur van PSV Eindhoven ontslaat trainer Aad de Mos op staande voet. Kees Rijvers (68), oud-bondscoach en voormalig trainer van de Eindhovense club, neemt voorlopig zijn taken waar bij de Brabantse voetbalclub.

### 29 oktober
- Francisco Martin Duran vuurt 29 schoten af op het Witte Huis en wordt later veroordeeld voor een moordpoging op president Bill Clinton.

<< · januari · februari · maart · april · mei · juni · juli · augustus · september · oktober · november · december · >>